# Новоселица (Малинский район)
Новосе́лица (укр. Новоселиця) — село в Малинском районе Житомирской области Украины. Основано в 1573 году.
Код КОАТУУ — 1823484803. Население по переписи 2001 года составляет 134 человека. Почтовый индекс — 11600. Телефонный код — 4133. Занимает площадь 0,469 км².

## История
В 1946 году указом ПВС УССР хутор Рудня-Ялцевская переименован в Новоселицу.

## Адрес местного совета
11600, Житомирская обл., Малинский р-н, с. Любовичи, тел. 5-31-40.

## Ссылки

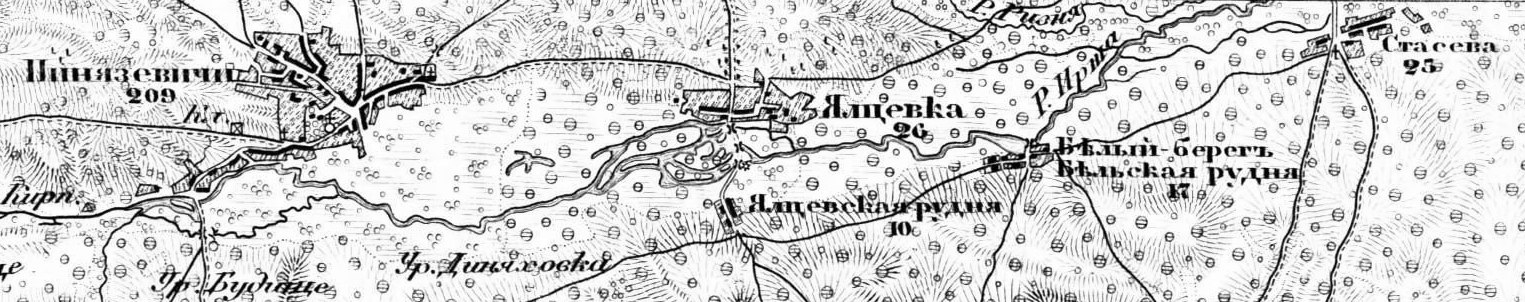
Новоселица (Рудня Ялцовская) на российской карте 1868 года